# Chuka
Chuka es una localidad de Kenia, con estatus de municipio, perteneciente al condado de Tharaka-Nithi. Forma parte del territorio del pueblo chuka del complejo bantú.
En 2009, el municipio tenía una población total de 43 470 habitantes.
Se sitúa en la ladera oriental del monte Kenia, a medio camino entre Embu y Meru sobre la carretera B6.
Es una de las principales localidades en las que se habla el idioma meru, del grupo lingüístico kikuyu-kamba. En 2004 se fundó aquí la Universidad de Chuka.